# Complicado (álbum)
Complicado es el álbum debut del cantante murciano Blas Cantó, el disco fue lanzado el 14 de septiembre de 2018.

## Antecedentes
Después del anuncio de la separación de Auryn, Blas empezó su carrera en solitario y mientras participaba en el concurso musical Tu cara me suena publicó el 3 de marzo de 2017 su primer sencillo titulado In Your Bed, más tarde el 25 de agosto de ese mismo año publicaba su nuevo sencillo Drunk and Irresponsible; con ellos Blas comenzó a tomar reconocimiento en el panorama musical español, pero es con su tercer sencillo Él no soy yo con el que consigue el mayor de los éxitos, publicado el 8 de marzo de 2018 como regalo y apoyo a la lucha por la igualdad de las mujeres ha obtenido la certificación de Disco de Platino y su vídeo supera las 68 millones de visualizaciones en YouTube.
El 1 de agosto de 2018 mediante redes publicó el título, la portada y la fecha de lanzamiento de su primer trabajo discográfico. Junto al lanzamiento del álbum publica el que es su cuarto sencillo No volveré (a seguir tus pasos) acompañado de un nuevo videoclip.

## Lista de canciones
| Complicado – edición estándar |                                     | |                    |          |  |
| N.º                           | Título                              | Escritor(es) | Productor(es)      | Duración |  |
| 1.                            | «Él no soy yo»                      | Antonio Rayo, Leroy Sánchez, Manuel Chalud, Rafael Vergara                                                                    | Rayo, Chalud       | 4:39     |  |
| 2.                            | «No volveré (a seguir tus pasos)»   | Blas Cantó, Alex Ubago, Daniel Ortega, Glen Owen, Raúl Gómez                                                                  | Chalud             | 3:21     |  |
| 3.                            | «Save Me»                           | A Sánchez Ohlsson, Bellinger, Leon, Mike MacAllister                                                                          | MacAllister        | 2:57     |  |
| 4.                            | «In Your Bed»                       | Anders Bagge, Arne Hovda, Blair MacKichan, Hugo Solis                                                                         | Bagge              | 3:08     |  |
| 5.                            | «Dejarte ir» (feat. Leire Martínez) | Cantó | Yadam Gonzalez     | 3:30     |  |
| 6.                            | «Complicado»                        | Cantó, Ortega, Ricky Furiati                                                                                                  | Gonzalez           | 3:45     |  |
| 7.                            | «Algo más» (feat. Beatriz Luengo)   | Cantó, Ortega, Anne Stokke, Beatriz Luengo, Christoffer Holsten, Eirik Johansen, Herbert St. Clair, Jan Hallvard, Noelia Díaz | Johansen, Hallvard | 4:02     |  |
| 8.                            | «Héroe»                             | Cantó, Ortega, Marc Montserrat, Pedro Elipe                                                                                   | Chalud             | 3:22     |  |
| 9.                            | «Sed de ti»                         | Rayo, Monserrat, Elipe, Agustín Tirado                                                                                        | Gonzalez           | 3:42     |  |
| 10.                           | «Drunk and Irresponsible»           | Stokke, Justin Stein, Mats Genc, Nermin Harambasic, Ronny Swendsen                                                            | Genc, Swendsen     | 3:03     |  |
| 11.                           | «Si eres tú...»                     | Cantó, Ortega, Ricky Furiati, Santiago Deluchi                                                                                | Deluchi            | 4:11     |  |
| 12.                           | «Desde mi infierno»                 | Cantó, Ortega, Furiati | Gonzalez           | 3:21     |  |

| Complicado – edición deluxe |                        |                                                |                    |          |  |
| N.º                         | Título                 | Escritor(es)                                   | Productor(es)      | Duración |  |
| 13.                         | «Back To The 80's»     | Cantó, Ortega, Furiati, Iñaki Rincón           | Ruben Villanueva   | 3:30     |  |
| 14.                         | «Tan solo un recuerdo» | Cantó, Ortega, Furiati                         | Gonzalez           | 3:55     |  |
| 15.                         | «What If You?»         | Cantó, Ortega, Furiati, Deluchi                | Deluchi            | 4:12     |  |
| 16.                         | «Treat Her Right»      | Stokke, Holsten, Johansen, St. Clair, Hallvard | Johansen, Hallvard | 3:43     |  |

## Posicionamiento en listas
| País   | Asociación | Lista           | Primera semana | Posición | Semanas | Posición máxima | Certificaciones | ref. |
| ------ | ---------- | --------------- | -------------- | -------- | ------- | --------------- | --------------- | ---- |
| España | Promusicae | Top 100 Álbumes | -              | -        | -       | -               | -               |      |